# Carme (hold)
A Carme a Jupiter egyenlítőjével a legnagyobb szöget bezáró pályájú hold.
A holdat 1938-ban Seth B. Nicholson fedezte fel. Átmérője 40 km, tömege 9,56×1016 kg, átlagos sűrűsége 2,8 g/cm³. A Jupiter körül retrográd irányban, ellipszis-pályán kering, melynek excentricitása 0,21, az egyenlítő síkjával 163°-os szöget zár be. A Jupitertől 22 600 000 km távolságra található, keringési periódusa 692 nap. Látszólagos fényerőssége oppozícióban 18,0m.